# BEP Empire/Get Original
BEP Empire/Get Original é o primeiro single do Black Eyed Peas pelo álbum Bridging the Gap. Atingiu um pico de número 44 na parada "Hot Singles Chart Rap". Get Original (considerado o lado B da canção) é cantada com a ajuda de Chali 2na.

## Faixas
- "BEP Empire" (Radio edit)
- "BEP Empire" (Album Version)
- "BEP Empire" (Instrumental)

- "Get Original" (Radio edit)
- "Get Original" (Album Version) (ft Chali 2na)
- "Get Original" (Instrumental)